# Дебаты о завоевании Кореи
Деба́ты о завоева́нии Коре́и (яп. 征韓論, せいかんろん сэйкан-рон) — политические дебаты между представителями японского правительства времён реставрации Мэйдзи о целесообразности силового воздействия на Корею с целью установления японо-корейских дипломатических отношений. Кульминацией дебатов стал 1873 год. Закончились поражением сторонников применения силового влияния и увеличением социально-политического напряжения в японском обществе 1870-х годов.

## История

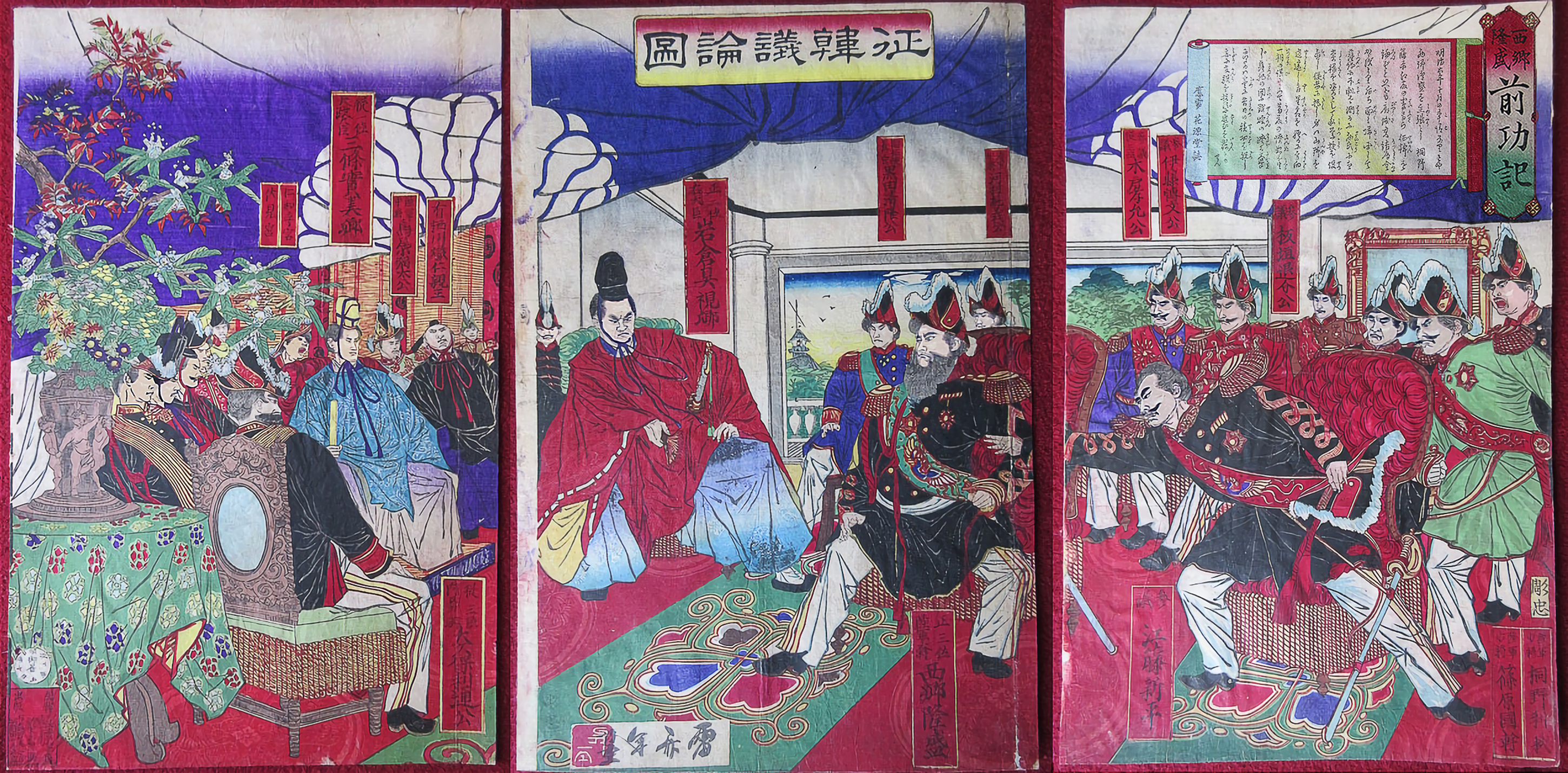
Дебаты о завоевании Кореи. В центре изображён Сайго Такамори. (1877)

После провала японских вторжений в Корею в конце XVI века сёгунат Токугава нормализовал отношения с соседом. Однако с XVIII века в среде японских конфуцианцев и учёных течения кокугаку сформировалось пренебрежительное отношение к Корее, как к государству-даннику Японии. Это отношение повлияло на сознание японских государственных и культурных деятелей. Когда в середине XIX века, под давлением США и стран Европы, Япония была вынуждена заключить неравноправные договоры, часть её руководства начала выступать за завоевание Кореи, чтобы вернуть своему государству потерянный международный престиж. Предлагалось поставить корейцев, которые придерживались режима изоляции, в такую же кабальную зависимость, в какую американцы и европейцы поставили японцев. Законность претензий на завоевание Кореи японские политики аргументировали противоречивыми упоминаниями древних японских хроник «Записи о деяниях древности» и «Анналы Японии» о вассальной зависимости корейского государства Силла от японского Ямато.
В начале реставрации Мэйдзи 1868 года дебаты о завоевании Кореи перешли с уровня абстрактных научных обсуждений в политическую плоскость. На протяжении зимы — весны 1869 года новое Императорское правительство пыталось установить официальные открытые отношения с Кореей при помощи Цусима-хана, но получило отказ — корейцы придерживались китаецентрической иерархической системы международных отношений и не желали менять её на паритетную западную. Группа ведущих японских политиков во главе с Ивакурой Томоми и Кидо Такаёси расценила позицию корейской стороны как «хамство» и занялась подготовкой планов по завоеванию соседнего государства. Покорение Кореи давало японцам политические, экономические и психологические выгоды, а также направляло общественное недовольство внутри Японии, порождённое гражданской войной и правительственными реформами, наружу.
Государственными делами Кореи руководил Ли Хаын, отец корейского правителя Коджона. Он был ярым противником заключения договоров с «иностранными варварами», к которым причислял не только западные страны, но и Японию. В 1873 году, в ответ на постоянные отказы корейской стороны, японский маршал Сайго Такамори поднял в правительстве вопрос об отправке нового посольства в Корею в сопровождении многочисленного армейского контингента. Пользуясь отсутствием Ивакуры Томоми, Кидо Такаёси и Окубо Тосимити, которые пребывали с посольством в странах Европы и США, он предлагал себя на должность посла и обещал, что силой заставит корейцев установить дипломатические отношения. Чувствуя, что большинство министров не желает рисковать внутренней стабильностью во имя призрачных завоеваний, сторонники экспансии решили убедить правительство личным примером.
В августе 1873 года Сайго предложил необычный в истории дипломатии способ самопожертвования. Он выразил готовность поехать в Корею с дипломатическим поручением и оскорбить корейские власти настолько, чтобы они убили посла и дали Японии повод для вторжения на Корейский полуостров.  Однако осенью того же года Ивакура и Кидо вернулись в Японию и, вопреки ожиданиям маршала, выступили против его предложений. Сайго уже находился на борту корабля, когда вернувшийся 13 сентября 1873 года из поездки в Европу Ивакура Томоми отменил готовый к реализации план, и Такамори пришлось вернуться домой.
Побывав в передовых странах мира, они убедились, что главными текущими заданиями для Японии должны быть модернизация и развитие промышленности, а не внешняя интервенция. Протестуя против группы Ивакуры, которую поддержал глава правительства Сандзё Санэтоми, сторонники завоевания Кореи, возглавляемые Сайго Такамори и Итагаки Тайсукэ, оставили правительство и перешли в оппозицию. Позже они приняли участие в антиправительственных восстаниях (Сацумское восстание) и диссидентском движении за свободу и права народа.
После окончания дебатов о нападении на Корею и устранения из власти влиятельной группы Сайго — Итагаки, японское правительство под руководством Окубо Тосимити самостоятельно начало реализовывать предложения, которые отстаивал опальный маршал. В 1875 году японские войска спровоцировали военный конфликт на острове Канхва и заставили корейскую сторону подписать неравноправный «договор о дружбе». Этот договор открывал путь японским политикам к будущей колонизации Корейского полуострова.